# Буги Барабата
Буги Барабата (творчески псевдоним на Марио Събев) е български блус-музикант.

## Живот и кариера
По професия Барабата е шофьор, има дълъг стаж като такъв, от които 17 години в БГА „Балкан“. Отраснал е в софийския квартал Коньовица. Неженен.
Основател е на „Бараби Блус Бенд“ и автор на всичките песни в седемте албума на групата: „Песни от гаража“, „Лоши времена“, „Срещу вятъра“, „18 карата кал“, „Без право на обжалване“, „Бесните кучета на блуса“ и „Край на залаганията“. Съавтор на хита на Васко Кръпката – „Няма бира“. За Георги Минчев е написал песента „Равносметка“.
Дълги години е водещ в радио „Z-Rock“ на сутрешния блок „Буги тайм“ и вечерния „Нека бъде рок“.

## Смърт
Буги Барабата умира на 58 години в съня си на 21 юли 2019 г. в София. Причината за смъртта му са усложнения от операция за премахване на тумор.